# Une histoire provisoire
Pour plus de détails, voir Fiche technique et Distribution.
Une histoire provisoire (A Fleeting Encounter) en anglais est un film suisso-luxembourgeois réalisé par Romed Wyder et sorti en 2022.

## Synopsis
Sacha, genevois en pleine crise de la quarantaine, vient de rompre avec sa petite amie et atterrit dans l'Airbnb de ses grands-parents, où il est obligé de cohabiter avec Marjan, une Iranienne qui elle est plus ou moins dans la même situation. Deux personnes insatisfaites, chacune cherchant à être seules, involontairement jetées dans un espace clos, essayant de gérer leurs problèmes et où l'autre est vécu comme une agression. Arrive alors Mina, une Américaine pleine de vie... Les deux protagonistes vont alors, petit à petit, délaisser leurs préjugés, s'oublier dans les moments présents et les futurs possibles d'une rencontre involontaire.

## Fiche technique
- Titre français : Une histoire provisoire
- Titres originaux : A Fleeting Encounter en anglais
- Réalisation : Romed Wyder
- Scénario : Nasim Ahmadpour, Romed Wyder
- Photographie : Romed Wyder
- Montage : Pia Dumont
- Production design : Christina Schaffer
- Musique : Bernard Trontin
- Producteurs : Cyrill Gerber, Romed Wyder, Alexander Dumreicher-Ivanceanu, Bady Minck
- Sociétés de production : Paradigma Films SA, Milan Film AG, Amour Fou Luxembourg sàrl, RTS Radio Télévision Suisse
- Pays d'origine : Suisse, Luxembourg
- Langues originales : français, anglais et persan
- Durée : 85 minutes
- Dates de sortie :
  -  Suisse : 11 mai 2022 (Suisse francophone)[2]

## Distribution
- Felipe Castro : Sacha
- Pooneh Hajimohammadi : Marjan
- Elisabet Johannesdottir : Mina
- Sophie Mousel
- Paulo dos Santos
- Tommy Schlesser
- Larisa Faber
- Cléa Eden
- Maîmouna Kone

## Diffusion
Le film célèbre sa première le 21 janvier 2022 dans le cadre des Journées de Soleure où il a été nommé pour le Prix du public. Le 4 mai de la même année a eu lieu la sortie salle au Luxembourg suivie de celle en Suisse le 11 mai. La société Princ Films s'occupe de la vente à l'international. 
Le film a été sélectionné dans de nombreux festivals de films internationaux, notamment le Luxembourg City Film Festival 2022, Iranian Film Festival Zurich 2022, Iranian Film Festival San Francisco 2022, Cinéfest Sudbury (Canada) 2022, Batumi Int. Art-House Film Festival (Georgie) 2022, Syracuse Int. Film Festival 2022, Festival int. del Cinema di Salerno (Italie) 2022, Phoenix Film Festival (USA) 2023, Palm Beach Int. Film Festival 2023.
La sortie en VOD au Luxembourg et en Suisse a eu lieu le 24 février 2023.

## Prix
Giles Foreman a reçu le Prix spécial de l’Académie du Cinéma Suisse 2023 pour son travail de coach d’acteurs notamment sur Une histoire provisoire.
Le film a été récompensé avec le Grand Prix du Jury pour le meilleur long-métrage de fiction au Festival ONE country ONE film à Apchat-Issoire 2023.

## Réception critique
"Indéniablement délicate, une réelle maîtrise de l'art cinématographie." Antoine Duplan, Le Temps
 "Un huis clos finement décrite, qui redonne aux détails leur force expressive." Sabina Schwob, Ciné-feuilles
 "Un film décalé, chaleureux et séduisant." Sennhausers Filmblog
 "Une émouvante rencontre amoureuse en huis clos." Mathieu Loewer, Le Courrier
 "Pooneh Hajimohammadi et Felipe Castro excellent par leur jeu naturel et minimaliste." Pascal Gavillet, La Tribune de Genève
 "Un film sur les crises et les manières de les dépasser. Et comment retrouver le désir (existentiel)." Anne Laure Gannac, RTS La première